# Nyamuragira
Nyamuragira – czynny wulkan w Afryce Środkowej. Leży w Demokratycznej Republice Konga, blisko granicy z Rwandą i Ugandą. Stanowi część systemu Wielkich Rowów Afrykańskich, jest zaliczany do wulkanów tarczowych.
Nyamuragira leży na północ od jeziora Kiwu i na północny zachód od wulkanu Nyiragongo, na terenie Parku Narodowego Wirunga. Wznosi się na wysokość 3058 m n.p.m. Wchodzi w skład łańcucha górskiego Wirunga. Jest najaktywniejszym wulkanem w Afryce, od końca XIX wieku miało miejsce ponad 40 erupcji.